# Nicolas Toporkoff
Nicolas Toporkoff est un directeur de la photographie français d'origine russe, né Nikolaï Pavlovitch Toporkoff — ou Toporkov — (en russe : Николай Павлович Топорков) le 20 juin 1885 à Moscou (Russie, alors Empire russe), mort le 20 juin 1965 à Cannes (Alpes-Maritimes).
Ayant principalement fait carrière en France, il y est souvent crédité Nikolai Toporkoff.

## Biographie
Nicolas Toporkoff débute comme chef opérateur sur deux films muets russes, sortis en 1917. Fuyant alors la révolution russe, il s'installe définitivement en France, où il mène l'essentiel de sa carrière. Hormis quelques films allemands et coproductions, il contribue à environ quatre-vingts films français ; son premier est L'Angoissante Aventure (1920), avec Nathalie Lissenko et Camille Bardou, réalisé par Yakov Protazanov (qu'il retrouve sur trois autres films) ; ses deux derniers, sortis en 1954, sont Le Défroqué (avec Pierre Fresnay et Pierre Trabaud) de Léo Joannon — qu'il assiste sur six films en tout — et Leguignon guérisseur (avec Yves Deniaud et Jane Marken) de Maurice Labro.
Outre les trois réalisateurs déjà nommés, il travaille notamment avec Alexandre Volkoff (sept films, dont Casanova en 1927, avec Ivan Mosjoukine et Suzanne Bianchetti), Marcel L'Herbier (trois films, dont Le Mystère de la chambre jaune en 1930, avec Roland Toutain et Huguette Duflos), Marc Allégret (deux films en 1932, La Petite Chocolatière et Fanny, chacun avec Raimu), Sacha Guitry (deux films en 1948, Le Comédien et Le Diable boiteux, chacun avec Sacha Guitry et Lana Marconi), René Chanas (cinq films, dont L'Escadron blanc en 1949, avec Jean Chevrier et René Lefèvre), ou encore Pierre Billon (sept films, dont Au revoir monsieur Grock en 1950, avec le clown Grock — dans son propre rôle — et Suzy Prim), entre autres.

## Filmographie complète
Films français, comme directeur de la photographie, sauf mention contraire ou complémentaire.
- 1917 : Les Coulisses de l'écran (Kulisy ekrana) de Georg Asagaroff (en) et Alexandre Volkoff (film russe)
- 1917 : Delo Beilisa de Joseph Soiffer (film russe)
- 1920 : L'Angoissante Aventure de Yakov Protazanov
- 1921 : L'Ordonnance[3] de Victor Tourjanski
- 1922 : Le Sens de la mort de Yakov Protazanov
- 1922 : Vers la lumière de Yakov Protazanov
- 1922 : Le Quinzième Prélude de Chopin de Victor Tourjanski
- 1922 : La Nuit du 11 septembre de Dominique Bernard-Deschamps (tourné en 1919)
- 1923 : Pour une nuit d'amour de Yakov Protazanov
- 1923 : La Maison du mystère d'Alexandre Volkoff
- 1923 : Le Chant de l'amour triomphant de Victor Tourjanski
- 1923 : Le Brasier ardent d'Ivan Mosjoukine et Alexandre Volkoff
- 1924 : Ce cochon de Morin de Victor Tourjanski
- 1924 : La Cible ou La Tourmente de Serge Nadejdine
- 1924 : La Dame masquée ou La Femme masquée ou Les Deux Masques de Victor Tourjanski
- 1924 : Les Ombres qui passent d'Alexandre Volkoff
- 1924 : Âme d'artiste ou Rêve et réalité de Germaine Dulac
- 1925 : Le Prince charmant ou La cage d'or de Victor Tourjanski
- 1926 : Michel Strogoff de Victor Tourjanski
- 1927 : Casanova d'Alexandre Volkoff
- 1927 : Napoléon[4] d'Abel Gance
- 1927 : Paname... n'est pas Paris (Die Apachen von Paris) de Nikolai Malikoff (film franco-allemand)
- 1927 : Croquette, une histoire de cirque de Louis Mercanton
- 1928 : Shéhérazade (Geheimnisse des Orients) d'Alexandre Volkoff (film franco-allemand)
- 1929 : Au service du tsar (Der Adjudant des Zaren) de Vladimir Strijevski (film allemand)
- 1929 : Adieu, Mascotte (Das Modell vom Montparnasse) de Wilhelm Thiele (film allemand)
- 1930 : Nuits de princes de Marcel L'Herbier
- 1930 : La Femme d'une nuit de Marcel L'Herbier
- 1930 : Le Diable blanc (Der weiße Teufel) d'Alexandre Volkoff (film allemand)
- 1930 : Troika de Vladimir Strijevski
- 1930 : Le Mystère de la chambre jaune de Marcel L'Herbier
- 1931 : Circulez ! de Jean de Limur
- 1931 : Un soir de rafle de Carmine Gallone
- 1931 : L'Aiglon de Victor Tourjanski
- 1931 : Le Costaud des PTT de Jean Bertin et Rudolph Maté
- 1932 : La Petite Chocolatière de Marc Allégret
- 1932 : Le Dernier Choc de Jacques de Baroncelli (photographie additionnelle)
- 1932 : Le Sergent X ou (Le Désert) de Vladimir Strijevski
- 1932 : Le Chien jaune de Jean Tarride
- 1932 : Le Dernier Choc ou Brumes de Jacques de Baroncelli
- 1932 : Suzanne de Léo Joannon
- 1932 : Allô, Mademoiselle ! de Maurice Champreux
- 1932 : Niebla de Benito Perojo (film français, tourné en espagnol ; photographie additionnelle)
- 1932 : Fanny de Marc Allégret
- 1932 : Occupe-toi d'Amélie de Richard Weisbach et Marguerite Viel
- 1933 : Six Cent Mille Francs par mois de Léo Joannon
- 1933 : Touchons du bois ou Soyons sérieux de Maurice Champreux
- 1934 : Les Affaires publiques de Robert Bresson (court métrage)
- 1934 : Rapt ou La Séparation des races de Dimitri Kirsanoff (film franco-suisse)
- 1934 : Roi de Camargue de Jacques de Baroncelli
- 1935 : Napoléon vu et entendu par Abel Gance d'Abel Gance (version sonore du Napoléon de 1927 pré-cité)
- 1935 : Jeunes Filles à marier ou Huit Jeunes Filles à marier de Jean Vallée
- 1936 : Rose ou Les Quatre Roses de la fortune de Raymond Rouleau
- 1936 : Au service du tsar de Pierre Billon
- 1937 : La Danseuse rouge ou La Chèvre aux pieds d'or de Jean-Paul Paulin
- 1937 : Trois Artilleurs au pensionnat de René Pujol
- 1938 : Trois Artilleurs en vadrouille de René Pujol
- 1938 : Un de la Canebière de René Pujol
- 1938 : Ramuntcho de René Barberis
- 1938 : Deux de la réserve de René Pujol
- 1939 : Les Gangsters du château d'If de René Pujol
- 1939 : Vidocq de Jacques Daroy
- 1939 : Ma tante dictateur ou Monsieur Nicolas, nourrice de René Pujol
- 1940 : Bach en correctionnelle d'Henry Wulschleger
- 1940 : Campement 13 de Jacques Constant
- 1941 : Ceux du ciel d'Yvan Noé
- 1943 : Le Camion blanc de Léo Joannon
- 1943 : La Main de l'homme de Jean Tedesco et François Ardoin (court métrage)
- 1944 : Le Carrefour des enfants perdus de Léo Joannon
- 1944 : La Collection Ménard de Bernard Roland
- 1945 : Documents secrets ou Missions secrètes de Léo Joannon
- 1945 : Peloton d'exécution d'André Berthomieu
- 1945 : Le Jugement dernier de René Chanas
- 1946 : L'Homme au chapeau rond de Pierre Billon
- 1946 : Monsieur Grégoire s'évade de Jacques Daniel-Norman
- 1947 : La Taverne du poisson couronné de René Chanas
- 1947 : Tierce à cœur de Jacques de Casembroot
- 1948 : Le Comédien de Sacha Guitry
- 1948 : Le Diable boiteux de Sacha Guitry
- 1949 : Du Guesclin de Bernard de Latour
- 1949 : L'Escadron blanc de René Chanas
- 1950 : Chéri de Pierre Billon
- 1950 : Maldonne d'Henri Verneuil (court métrage)
- 1950 : Au revoir monsieur Grock de Pierre Billon
- 1950 : Agnès de rien de Pierre Billon
- 1951 : Bibi Fricotin de Marcel Blistène
- 1951 : Mon phoque et elles de Pierre Billon
- 1951 : Min vän Oscar de Pierre Billon et Åke Ohberg (film franco-suédois ; version alternative en suédois de Mon phoque et elles)
- 1952 : Seuls au monde ou La Porte ouverte de René Chanas
- 1953 : Je suis un mouchard de René Chanas
- 1954 : Le Défroqué de Léo Joannon
- 1954 : Leguignon guérisseur de Maurice Labro